# Basileus (starożytna Grecja)
Basileus, bazyleus (gr. βασιλεύς) — tytuł noszony przez władców zarówno greckich miast-państw, jak i monarchii okresu hellenistycznego; na język polski tłumaczony jako król. W wielu greckich polis, np. Atenach, po zniesieniu monarchii tytuł ten nosił jeden z najwyższych urzędników wypełniający sakralne obowiązki monarchy (podobnie jak w starożytnym Rzymie rex sacrorum).
W okresie nowożytnym władcy Królestwa Grecji także nosili tytuł basileusa, podkreślając w ten sposób związek kraju ze starożytną i średniowieczną przeszłością; oficjalnym tytułem władcy Grecji do roku 1974 był Βασιλεύς των Ελλήνων (Basileus ton Ellinon).